# Équitation portugaise
L'équitation portugaise est l'équitation de tradition du Portugal, qui se pratique avec un cheval lusitanien. Elle est issue d'une longue tradition, dont les premières preuves écrites remontent au XVe siècle avec le traité d'équitation du roi Dom Duarte. Elle se définit surtout au XVIIIe siècle, époque où elle passe du statut de pratique militaire à celui d'art à part entière. Bien que la nature de son équitation reste controversée, Nuno Oliveira est le principal ambassadeur de la tradition équestre portugaise dans le monde, au XXe siècle. Cette époque voit la création de l'école portugaise d'art équestre en 1979. L'équitation portugaise est influencée par la tauromachie, mais elle présente aussi des liens étroits avec l'équitation de tradition française, la France étant aussi le second berceau d'élevage du cheval lusitanien.

## Description

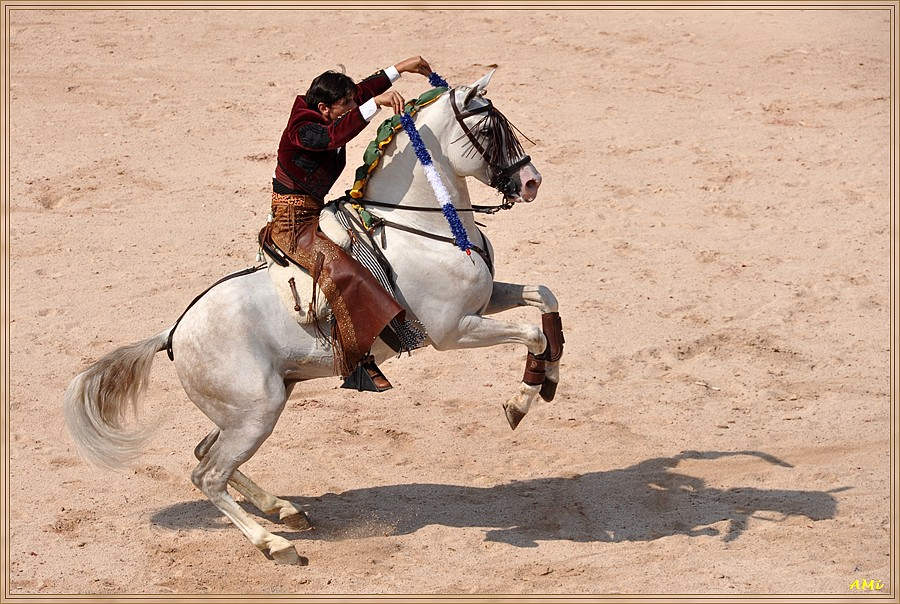
La tauromachie est l'une des formes d'expression de l'équitation portugaise

D'après Carlos Henriques Pereira, l'équitation portugaise est très proche de l'équitation de tradition française, les deux étant définies par Nuno Oliveira comme d'expression latine et basées sur la recherche de la légèreté. Elle s'oppose à l'équitation d'expression germanique.
Il ne s'agit pas d'une pratique unique, mais plutôt d'un ensemble de pratiques, propres à l'utilisation du cheval au Portugal : 
- équitation de manège ;
- équitation tauromachique ;
- équitation de valorisation des chevaux lusitaniens, dite « à la portugaise » ;
- équitation de travail avec le bétail domestique.

## Histoire
La pratique de l'équitation pourrait avoir une très ancienne origine au Portugal, puisque les premières hallebardes découvertes par les archéologues, destinées à combattre les cavaliers, sont datées de 4 000 av. J.-C. Certaines ont été retrouvées à Garrovilla et Caceres.

### Moyen Âge
La forme d'équitation médiévale pratiquée dans la péninsule Ibérique est basée sur des mouvements rapides faits de charges, de demi-tours et d'arrêts, à la gineta (genette), qui serait l'ancêtre de l'actuelle équitation tauromachique. Les normes, la manière de monter et de combattre à la genette ont été introduites au XIIIe siècle par les Zénètes, cavaliers de la tribu berbère des Bénumérines qui étaient au service de Mohamed I de Granada selon la chronique d'Alphonse X de Castille.
Les invasions Maures entraînent, jusqu'au XVe siècle, des échanges de savoirs équestres entre le monde européen et le monde arabe, en particulier à travers les hippiatres arabes. Le Portugal voit aussi émerger l'équitation tauromachique. Toute l'Europe s'intéresse alors aux chevaux ibériques, dits genets d'Espagne, dans un contexte de création des premières académies d'équitation.
Au début du XIVe siècle, Denis1er favorisa le développement de la médecine vétérinaire. Le roi Jean 1er (1385-1433) écrivit un livre sur les activités cynégétiques et plus particulièrement sur manière de chasser à cheval, le Livro da Montaria.
Le premier traité d'équitation portugais connu est l'œuvre de Dom Duarte, Ensinança de Bem Cavalgar Toda a Sela, écrite au XVe siècle vers 1434, mais connue seulement par des copies tardives. D'après Carlos Henriques Pereira, il s'agit à la fois du premier traité d'équitation européen paru après l'Antiquité, et d'une mine de renseignement sur l'équitation médiévale, détaillant la manière dont elle évolue du domaine militaire vers l'équitation classique. Le roi du Portugal et de l'Algarve apporte avec ce traité une part de « psychologie appliquée aux sports équestres », en abordant à la fois l'art que représente l'enseignement de l'équitation et la préparation mentale du cavalier.
Si les Portugais s'inspirent de la monte française, les Français apprécient les qualités des chevaux portugais. Dom Duarte cite dans son ouvrage les selles et les éperons français. Au XVe siècle, les relations commerciales entre la Bourgogne et le Portugal se développent à la suite du mariage d'Isabelle de Portugal avec le duc de Bourgogne et comte de Flandre Philippe Le Bon. Chevaux, selles et harnachements sont échangés entre les deux pays. Les compétences équestres des chevaliers portugais étaient appréciées dans divers royaumes d'Europe. Dom ÁlvaroVaz de Almada participa à différents tournois en France, en Angleterre et en Allemagne. Il est fait chevalier en 1415 par l'infant Dom Pedro après la prise de Céuta et reçu le titre de premier comte d'Avranches en 1445. Ses qualités de stratége et de cavalier étaient redoutées par les chevaliers anglais et allemands. Il a probablement bénéficié des enseignements de Dom Duarte et les a diffusé lors de ses voyages. Il a contribué aux échanges dans le domaine des techniques équestres entre le Portugal et le reste de l'Europe.

### Du Moyen Âge auXIXesiècle
Au XVIIe siècle paraissent différents traités d'équitation au Portugal, dont une partie seulement a été préservée. L'époque marque la fin de l'équitation à la gineta, héritage de la conquête musulmane, mais cette dernière reste importante dans la tauromachie portugaise. Galvam de Andrade apporte des éléments relevant du domaine de l'éthologie équine, en accordant une grande place à la psychologie de l'animal.

### XXesiècle

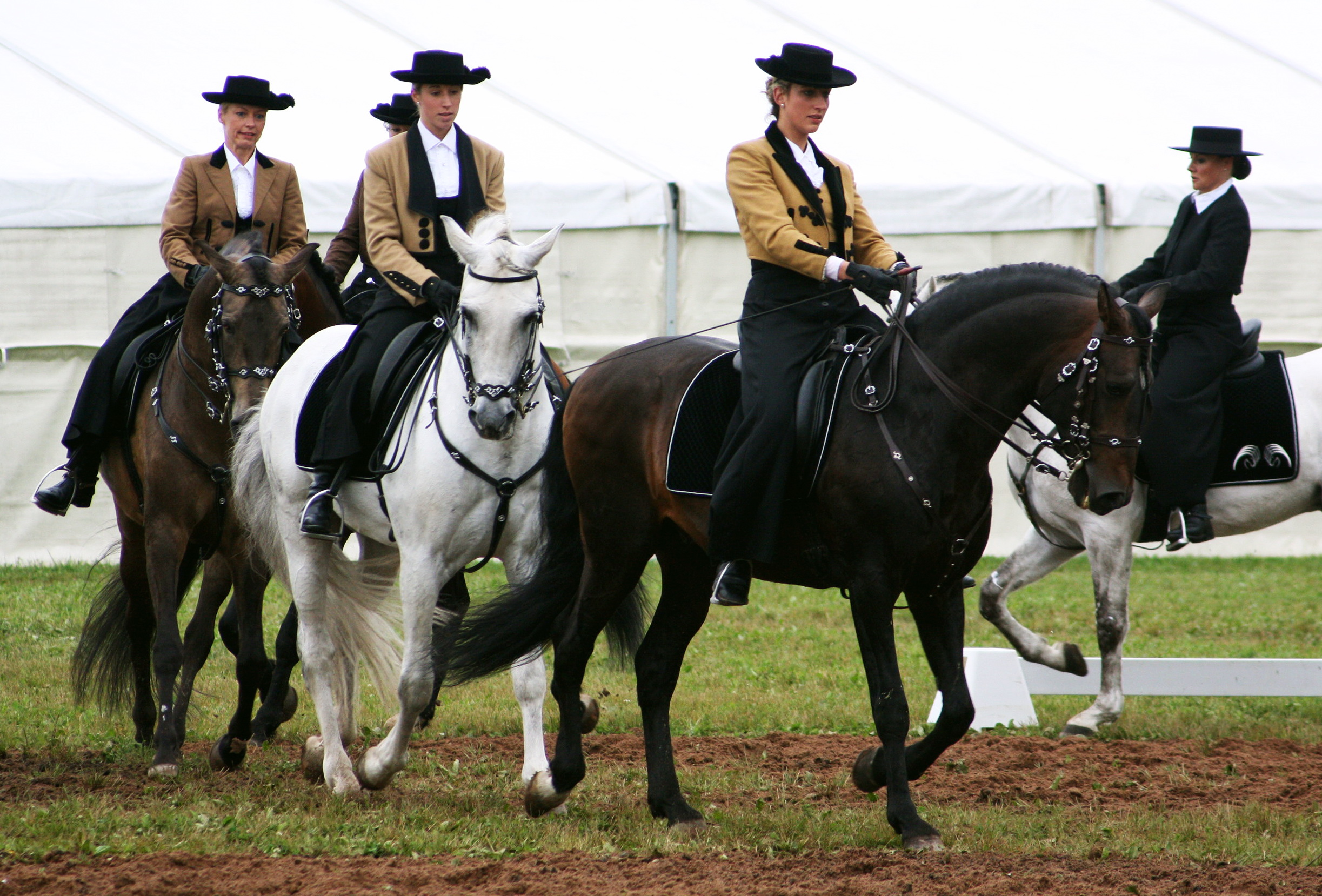
Démonstration d'équitation portugaise sur un salon international en 2011

Nuno Oliveira, le plus grand écuyer du XXe siècle, popularise son équitation travaillée au Portugal dans le monde entier. Il y a controverse quant à l'équitation qu'il pratique. S'il la qualifie lui-même de « latine », certaines personnes estiment qu'il appartient plutôt au courant bauchériste ou à l'équitation de tradition française, voire qu'il a réalisé une synthèse entre différents courants d'équitation classiques.
L'équitation portugaise jouit d'une certaine reconnaissance en France, puisque la Fédération française d'équitation l'a reconnue comme une pratique à part entière en 2000

### XXIesiècle
L'art équestre au Portugal est inscrit sur la liste représentative du patrimoine culturel immatériel de l'humanité par l'UNESCO en 2024.